# NLRP12
NLRP12‏ (NLR family pyrin domain containing 12) هوَ بروتين يُشَفر بواسطة جين NLRP12 في الإنسان.